# AEGON GB Pro-Series Barnstaple
AEGON GB Pro-Series Barnstaple — женский профессиональный международный теннисный турнир, проходящий в апреле в Барнстапле (США) на крытых хардовых кортах. С 2014 года относится к женской взрослой серии ITF с призовым фондом 25 тысяч долларов и турнирной сеткой, рассчитанной на 32 участницы в одиночном разряде и 16 пар.

## Общая информация
Соревнование тура ITF в местном теннисном центре основано накануне сезона-2008 как часть осенней зальной серии, первый чемпионат имел призовой фонд в 50 тысяч долларов. В 2010 году статус соревнования удалось ещё несколько поднять, увеличив призовые в 1,5 раза, но уже в 2014 году, с понижением статуса всей осенней серии, фонд вновь упал — на этот раз до 25 тысяч долларов, а годом спустя чемпионат и вовсе сменил сроки проведения: перебравшись с осени на апрель.

## Финалы прошлых лет
| Год  | Чемпионка         | Финалистка        | Счёт              |
| ---- | ----------------- | ----------------- | ----------------- |
| 2015 | Кристина Плишкова | Нина Цандер       | 6-3 6-2           |
| 2014 | Карина Виттхёфт   | Виктория Голубич  | 6-2 6-4           |
| 2013 | Марта Сироткина   | Кристина Плишкова | 6-7(5) 6-3 7-6(6) |
| 2012 | Анника Бек        | Элени Данилиду    | 6-7(1) 6-2 6-2    |
| 2011 | Энн Кеотавонг (2) | Марта Домаховска  | 6-1 6-3           |
| 2010 | Алисон Риск       | Юханна Ларссон    | 6-2 6-0           |
| 2009 | Юханна Ларссон    | Полин Пармантье   | 6-2 6-2           |
| 2008 | Энн Кеотавонг     | Альберта Брианти  | 6-4 6-2           |

| Год  | Чемпионки                          | Финалистки                            | Счёт           |
| ---- | ---------------------------------- | ------------------------------------- | -------------- |
| 2015 | Стефани Форетц Ана Врлич           | Наоми Броуди Екатерина Бычкова        | 6-2 5-7 [10-7] |
| 2014 | Ализе Лим Карина Виттхёфт          | Виктория Голубич Диана Марцинкевич    | 6-2 6-1        |
| 2013 | Наоми Броуди Кристина Плишкова     | Ралука Олару Тамира Пашек             | 6-3 3-6 [10-5] |
| 2012 | Акгуль Аманмурадова Весна Долонц   | Диана Марцинкевич Александра Саснович | 6-3 6-1        |
| 2011 | Ева Бирнерова Энн Кеотавонг        | Сандра Клеменшиц Татьяна Малек        | 7-5 6-1        |
| 2010 | Андреа Главачкова Михаэлла Крайчек | Сандра Клеменшиц Татьяна Малек        | 7-6(4) 6-2     |
| 2009 | Юханна Ларссон Анна Смит           | Келли Андерсон Эмма Лайне             | 7-5 6-4        |
| 2008 | Келли Андерсон Эмма Лайне          | Эрика Краут Ханна Нуни                | 6-2 6-3        |